# Triodopsis cragini
Triodopsis cragini är en snäckart som beskrevs av Call 1886. Triodopsis cragini ingår i släktet Triodopsis och familjen Polygyridae. Inga underarter finns listade i Catalogue of Life.